# تومي ويلسون (لاعب كرة قدم أمريكية)
تومي ويلسون (بالإنجليزية: Tommy Wilson) هو لاعب كرة قدم أمريكية أمريكي، ولد في 1 سبتمبر 1932 في ستامفورد في الولايات المتحدة، وتوفي في 31 ديسمبر 2006 في بيتسبورغ في الولايات المتحدة.

## وصلات خارجية
- تومي ويلسون على موقع مرجع كرة القدم المحترفة.كوم (الإنجليزية)